# Ernest Clark (gubernator)
Ernest Clark (ur. 13 kwietnia 1864 w Plumstead, zm. 26 sierpnia 1951 w Seaton) – brytyjski urzędnik państwowy, w latach 1933-1945 gubernator Tasmanii.

## Życiorys

### Brytyjska służba cywilna
Był synem dyrektora szkoły. Ukończył King's College London, po czym został przyjęty do służby cywilnej i skierowany do pracy w resorcie skarbu. W 1894 uzyskał prawo wykonywania zawodu adwokata, lecz nie podjął prywatnej praktyki, tylko pozostał urzędnikiem działu prawnego Departamentu Skarbu. W latach 1904–1905 był oddelegowany do rządu Kolonii Przylądkowej, gdzie wspierał prace nad reformą podatkową. W latach 1910–1911 w podobny sposób wspomagał władze Związku Południowej Afryki.
W czasie I wojny światowej był cywilnym oficerem łącznikowym, odpowiadającym za współpracę resortów skarbu i wojny. W 1919 został zastępcą głównego inspektora podatkowego i zarazem sekretarzem komisji królewskiej, zajmującej się problematyką podatku dochodowego. W 1920 wyjechał do Irlandii Północnej, gdzie początkowo był szefem zawodowej kadry tamtejszego ministerstwa finansów, a w latach 1921-1925 stał na czele całej północnoirlandzkiej służby cywilnej. Później powrócił do Londynu, gdzie pełnił szereg wysokich stanowisk w administracji rządowej, a także zasiadał w radach nadzorczych kilku firm.

### Australia
W latach 1928–1929 był członkiem misji złożonej z brytyjskich ekspertów rządowych, którą władze Australii poprosiły o niezależną diagnozę tamtejszych problemów gospodarczych. Clark był głównym autorem raportu w tej sprawie, który wywarł duże wrażenie na Josephie Lyonsie, premierze Tasmanii, a następnie premierze federalnym Australii. Historycy przypuszczają, iż to właśnie Lyons sprawił, iż w 1933 Clark otrzymał propozycję objęcia urzędu gubernatora Tasmanii, który od 1930 pozostawał nieobsadzony z powodu braku środków na jego utrzymanie.
Clark sprawdził się na stanowisku gubernatora tak dobrze, iż jego kadencja była trzykrotnie przedłużana i ostatecznie sprawował ten urząd aż przez 12 lat. Oprócz wypełnienia typowych obowiązków gubernatorskich, bywał również nieoficjalnym doradcą ekonomicznym tasmańskiego rządu.

### Późniejsze życie
W 1945 przeszedł na emeryturę, którą postanowił spędzić w hrabstwie Devon. Zmarł w wieku 87 lat, zaś jego prochy – zgodnie z jego życzeniem – pochowano na cmentarzu w Hobart.

## Odznaczenia
- Order Imperium Brytyjskiego klasy Komandor (CBE, 1918)[1]
- Order Łaźni klasy Rycerz Komandor (KCB, 1924)[1]
- Order św. Michała i św. Jerzego klasy Rycerz Komandor (KCMG, 1938)[1]
- Order św. Michała i św. Jerzego klasy Rycerz Wielkiego Krzyża (GCMG, 1943)[1]